# Idiomas de Georgia

Grupos etnolingüísticos de la región del Cáucaso. El georgiano en naranja, en el centro.

En Georgia se hablan varias lenguas de diferentes grupos lingüísticos. El georgiano, idioma oficial en todo el país, es la lengua materna predominante en todo el territorio. Según una encuesta realizada sería la lengua materna de más del 80% de la población, hablado por unos cuatro millones de georgianos, y otros dos millones de personas en el extranjero (principalmente Turquía y Rusia, con comunidades más pequeñas en Azerbaiyán, etc.). 
El georgiano se escribe con su propio alfabeto y pertenece a las lenguas caucásicas meridionales, también conocidas como lenguas kartvelianas que son habladas principalmente en Georgia, con pequeños grupos de hablantes en otros países. Otras lenguas kartvelianas se hablan en diferentes partes del país, estas lenguas son: megreliano, laz y esvano. Los hablantes de estas lenguas son bilingües; hablan el georgiano como lengua materna junto con sus idiomas propios.
También se hablan otras lenguas en diferentes regiones de Georgia: el idioma abjasio de la rama lingüística abjaso-adigué es hablado en la República Autónoma de Abjasia (según la constitución georgiana es la lengua cooficial en Abjasia junto al |georgiano); el osetio, en Osetia del Sur; el armenio en la región de Samtsje-Yavajeti; el azerí, en la región de Kvemo Kartli. También se hablan otras lenguas minoritarias como el checheno, kurdo o griego.
El ruso se habla ampliamente en Georgia, como resultado de la política lingüística de la Unión Soviética. Es la segunda lengua más hablada en el país. Según algunos censos realizados en 2004, el 55% de la población georgiana tiene el ruso como su segunda o tercera lengua, y además varios idiomas.
El inglés ya se ha convertido en la lengua extranjera más importante y propagada entre los jóvenes, muy aceptada en Georgia, especialmente en los negocios y el turismo. Actualmente, la mayoría de la población joven tiene ciertos conocimientos de la lengua. Le siguen en importancia otras lenguas extranjeras como el alemán y el francés.

## Georgiano

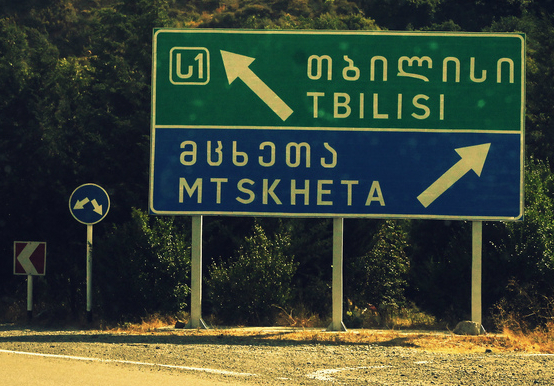
Señal de tráfico en georgiano y en inglés.

El idioma georgiano (en georgiano: ქართული ენა kartuli ena) es la lengua oficial de Georgia, es la lengua materna de unos cuatro millones de georgianos, aproximadamente el 80% de la población del país, y otros dos millones de personas en el extranjero (principalmente Turquía y Rusia, con comunidades más pequeñas en Azerbaiyán, etc.). El georgiano es una lengua con un alfabeto propio desde el siglo V o VI y pertenece a las lenguas caucásicas meridionales, también conocidas como lenguas kartvelianas, es la más hablada entre las lenguas caucásicas del sur, cuenta aproximadamente con 4.100.000 hablantes. El georgiano es la principal lengua escrita para todos los grupos étnicos georgianos, incluso para los hablantes de las otras lenguas caucásicas meridionales (megreliano, laz y esvano).

### Alfabeto
El alfabeto georgiano (en georgiano: es el alfabeto moderno utilizado para la escritura del idioma georgiano. Consta de 33 letras y conserva el orden de los sonidos del alfabeto griego. Reemplazó al asomtavruli que fue sustituido paulatinamente por el kutxovani, de forma angulosa, hacia el siglo IX. El kutxovani fue reemplazado a su vez por la versión de forma más redondeada, conocida como mxedruli, que pasaría a ser común en el siglo XIII.

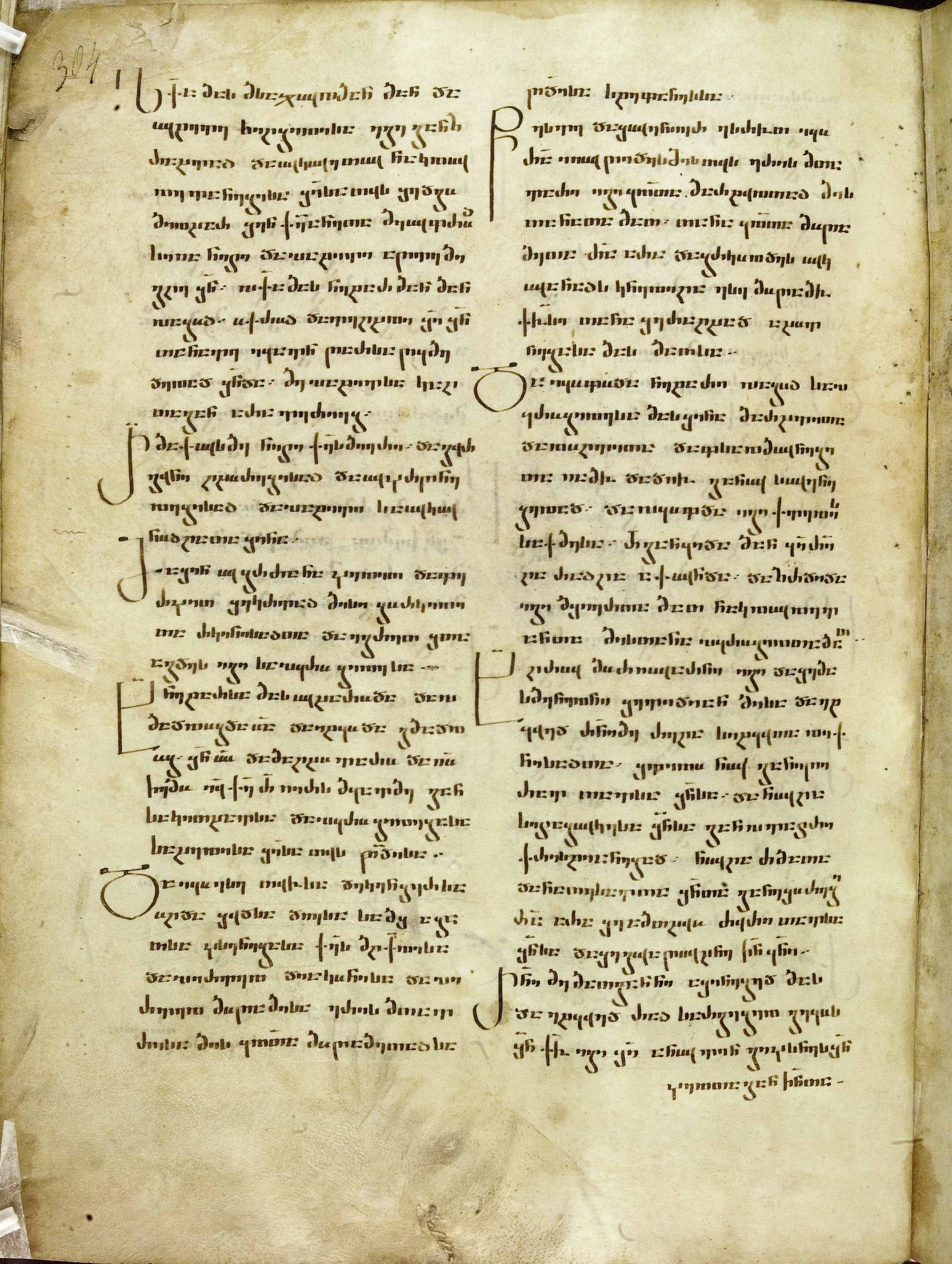
Manuscrito georgiano del en el monasterio de Parkhali.

## Lenguas regionales

### Abjasio
El abjasio (idioma abjasio: Аҧсуа) es una lengua perteneciente a la familia caucásica, rama abjaso-adigué o noroccidental, a la que también pertenecen el cabardiano-circasiano y el extinguido ubijé. Posee alrededor de 105.000 hablantes nativos, la mayoría en la Abjasia, al noroeste de Georgia, en la costa oriental del mar Negro. Tiene el estatus de lengua cooficial en la República Autónoma de Abjasia junto el georgiano. La gran mayoría de los abjasios, aparte del abjasio, hablan ruso y georgiano. Tras algunas experiencias para escribir con caracteres latinos o georgianos, desde 1954 solo utiliza el alfabeto cirílico con algunos signos complementarios.

### Megreliano

Distribución de las lenguas kartvelianas en el Cáucaso, el georgiano en verde claro, el megreliano en color naranja, el esvano en azul y el laz en verde oscuro.

Mingreliano, o megreliano (en megreliano: მარგალურ ნინა margalur nina), es una lengua hablada en el oeste de Georgia con unos 500.000 hablantes nativos, principalmente en la región de Mingrelia, y en una parte al este de Abjasia, en el distrito de Gali. Sus hablantes son principalmente los mingrelianos, un subgrupo regional del pueblo georgiano. El megreliano se escribe normalmente con el alfabeto georgiano, pero no tiene la condición de norma escrita u oficial. Casi todos los hablantes son bilingües, usan el megreliano principalmente para ámbitos familiares e informales, y el georgiano para otros fines.

### Esvano
El esvano (en esvano: ლუშნუ ნინ lushnu nin) es un idioma hablado en el noroeste de Georgia, principalmente en la región de Svanetia y en el norte de  Abjasia. Es hablado por unas 30.000 personas. El idioma es usado en el ámbito familiar y en la comunicación social informal. No tiene un estándar de escritura ni estatus oficial, los hablantes de esta lengua son de origen georgiano y también hablan la lengua georgiana como su lengua materna. El idioma está en peligro de desaparición debido al limitado número de personas que lo hablan.

### Laz
El idioma lazurí o laz (ლაზური ნენა lazuri nena, en laz) es hablado por los laz en la orilla suroriental del mar Negro. Se estima que lo hablan entre 220.000 y 500.000 personas en Turquía (provincias de Rize y Artvin) y unas 30.000 personas en Georgia (Ayaria). Está estrechamente relacionado con el mingreliano y a veces ambas lenguas se consideran dialectos de una sola lengua zan. El laz no tiene estatus oficial ni en Turquía ni en Georgia. Solo está presente en el ámbito familiar y para lo demás usan la lengua oficial de sus países (turco o georgiano).

### Osetio

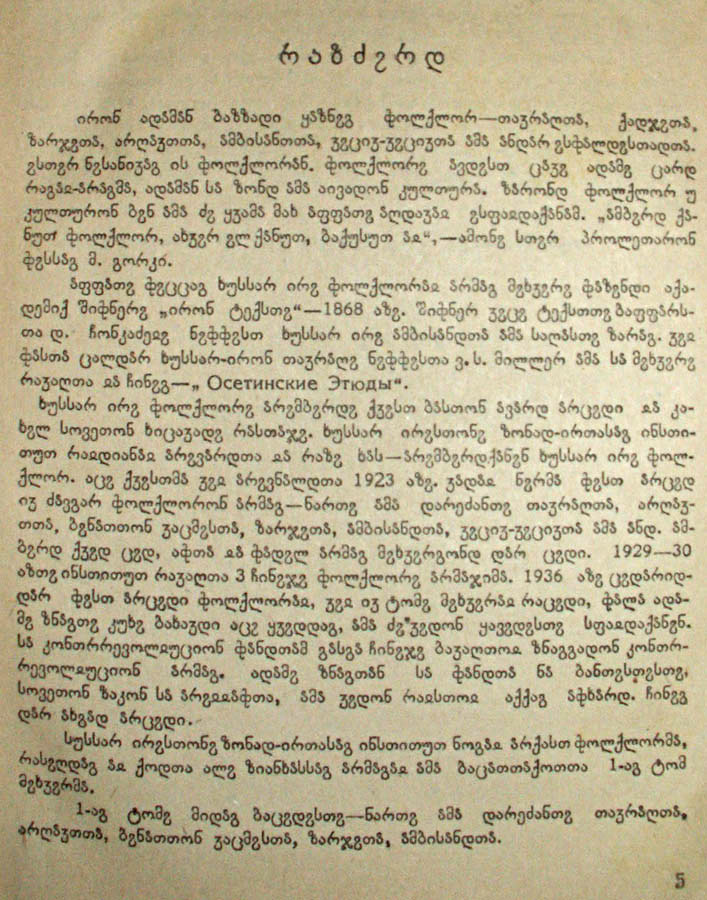
Oseto escrito con el alfabeto georgiano, 1940.

El osetio u oseta (osetio: Иронау ironay) es una lengua de la familia irania que se habla en Osetia en las laderas centrales de las montañas del Cáucaso, en una zona fronteriza entre Rusia y Georgia.
El área en Rusia es conocida como Osetia del Norte - Alania, mientras que el área en Georgia es conocida como Osetia del Sur. El número de hablantes de osetio es de alrededor de 525.000, el 65% de los cuales vive en Osetia del Norte y el 10% en Osetia del Sur. Tras algunas experiencias para escribir con caracteres latinos o georgianos, actualmente solo utiliza el alfabeto cirílico con algunos signos complementarios. Existen dos dialectos o variantes geográficas: el ironau y el digoronau, siendo la primera variante la más hablada. El osetio escrito puede reconocerse fácilmente por el uso de la letra æ, algo que no ocurre en ninguna otra lengua que emplee el alfabeto cirílico.